# Dario Caviezel
Dario Caviezel (* 12. Juli 1995 in Chur) ist ein Schweizer Snowboarder. Er startet in den Paralleldisziplinen.

## Werdegang
Caviezel, der für den SC Rätia Chur startet, nimmt seit 2010 am Europacup teil. Dabei errang er bisher 13 Podestplatzierungen, davon fünf Siege. In der Saison 2014/15 belegte er den zweiten Platz in der Parallelwertung (Stand: Saisonende 2021/22).
Sein Debüt im Snowboard-Weltcup hatte er im Dezember 2012 in Carezza, welches er auf dem 37. Platz im Parallel-Riesenslalom beendete. Bei den Snowboard-Juniorenweltmeisterschaften 2014 in Chiesa in Valmalenco wurde er jeweils Sechster im Parallel-Riesenslalom und im Parallelslalom. Im folgenden Jahr holte er bei den Snowboard-Juniorenweltmeisterschaften in Yabuli die Silbermedaille im Parallel-Riesenslalom und errang zudem im Parallelslalom den vierten Platz. Nach Platz 33 beim Weltcup in Carezza zu Beginn der Saison 2016/17 erreichte er in Cortina d’Ampezzo mit dem vierten Platz im Parallelslalom seine erste Top-Zehn-Platzierung im Weltcup. Es folgten vier weitere Top-Zehn-Ergebnisse und zum Saisonende der zehnte Platz im Parallel-Riesenslalom-Weltcup, der neunte Rang im Parallelslalom-Weltcup und der achte Platz im Parallel-Weltcup. Beim Saisonhöhepunkt, den Snowboard-Weltmeisterschaften 2017 in Sierra Nevada, belegte er den 26. Platz im Parallelslalom und den 19. Platz im Parallel-Riesenslalom. In der Saison 2017/18 errang er mit zwei Top-Zehn-Platzierungen, darunter Platz drei im Parallel-Riesenslalom in Carezza den 20. Platz im Parallel-Weltcup. Bei den Olympischen Winterspielen 2018 in Pyeongchang kam er auf den 22. Platz im Parallel-Riesenslalom. Ende März 2018 wurde er in Davos Schweizer Meister im Parallelslalom.
In der folgenden Saison 2018/19 errang Caviezel im Parallel-Riesenslalom den dritten Platz in Scuol und jeweils den zweiten Platz im Parallelslalom in Bad Gastein und Moskau und erreichte damit den 11. Platz im Parallelweltcup und den dritten Rang im Parallelslalom-Weltcup. Zudem fuhr er in Bad Gastein zusammen mit Patrizia Kummer auf den dritten Platz im Teamwettbewerb. Beim Saisonhöhepunkt, den Snowboard-Weltmeisterschaften 2019 in Park City, wurde er Neunter im Parallelslalom und Achter im Parallel-Riesenslalom. In der Saison 2019/20 wurde er in Scuol und im Team-Wettbewerb in Bad Gastein jeweils Dritter und in der Saison 2020/21 in Berchtesgaden Zweiter. Bei den Snowboard-Weltmeisterschaften 2021 in Rogla belegte er den 18. Platz im Parallel-Riesenslalom und den achten Rang im Parallelslalom. In der Saison 2021/22 errang er mit drei Top-Zehn-Platzierungen den 13. Platz im Parallel-Weltcup. Dabei holte er im Parallel-Riesenslalom in Cortina d’Ampezzo seinen ersten Weltcupsieg. Bei den Olympischen Winterspielen 2022 in Peking fuhr er auf den 14. Platz im Parallel-Riesenslalom.

## Teilnahmen an Weltmeisterschaften und Olympischen Winterspielen

### Olympische Winterspiele
- 2018 Pyeongchang: 22. Platz Parallel-Riesenslalom
- 2022 Peking: 14. Platz Parallel-Riesenslalom

### Snowboard-Weltmeisterschaften
- 2017 Sierra Nevada: 19. Platz Parallel-Riesenslalom, 26. Platz Parallelslalom
- 2019 Park City: 8. Platz Parallel-Riesenslalom, 9. Platz Parallelslalom
- 2021 Rogla: 8. Platz Parallelslalom, 18. Platz Parallel-Riesenslalom
- 2023 Bakuriani: 2. Platz Parallel-Riesenslalom, 3. Platz Parallelslalom Team, 6. Platz Parallelslalom
- 2025 Engadin: 4. Platz Parallel-Riesenslalom, 4. Platz Parallel-Team, 14. Platz Parallelslalom

## Platzierungen im Weltcup

### Weltcupsiege
| Nr. | Datum             | Ort               | Disziplin             |
| --- | ----------------- | ----------------- | --------------------- |
| 1.  | 17. Dezember 2021 | Cortina d’Ampezzo | Parallel-Riesenslalom |
| 2.  | 21. Januar 2023   | Bansko            | Parallelslalom        |
| 3.  | 19. Januar 2025   | Bansko            | Parallel-Riesenslalom |

### Weltcup-Gesamtplatzierungen
| Saison  | Parallel | Parallel | Parallel-Riesenslalom | Parallel-Riesenslalom | Parallelslalom | Parallelslalom |
| Saison  | Punkte   | Platz    | Punkte                | Platz                 | Punkte         | Platz          |
| ------- | -------- | -------- | --------------------- | --------------------- | -------------- | -------------- |
| 2012/13 | 19       | 72.      | 19                    | 60.                   | –              | –              |
| 2013/14 | 89       | 49.      | 52                    | 46.                   | 38             | 51.            |
| 2014/15 | 39       | 54.      | 19                    | 52.                   | 20             | 57.            |
| 2015/16 | 463      | 31.      | 288                   | 24.                   | 175            | 35.            |
| 2016/17 | 2524     | 8.       | 1514                  | 10.                   | 1010           | 9.             |
| 2017/18 | 2002,9   | 20.      | 1574,9                | 17.                   | 428            | 19.            |
| 2018/19 | 3079,4   | 11.      | 1209,4                | 20.                   | 1870           | 3.             |
| 2019/20 | 1225,4   | 22.      | 1069,4                | 18.                   | 156            | 32.            |
| 2020/21 | 226      | 13.      | 93                    | 18.                   | 133            | 7.             |
| 2021/22 | 213      | 13.      | 194                   | 8.                    | 19             | 35.            |
| 2022/23 | 339      | 9.       | 157                   | 11.                   | 182            | 7.             |
| 2023/24 | 180      | 19.      | 140                   | 17.                   | 40             | 25.            |
| 2024/25 | 353      | 17.      | 225                   | 19.                   | 128            | 10.            |